# Pinacodera obscura
Pinacodera obscura är en skalbaggsart som beskrevs av Thomas Casey. Pinacodera obscura ingår i släktet Pinacodera och familjen jordlöpare. Inga underarter finns listade i Catalogue of Life.